# Crucihimalaya
Crucihimalaya é um género botânico pertencente à família Brassicaceae.